# Tiszta fejlesztési mechanizmus
A Kiotói jegyzőkönyv meghatároz több olyan innovatív piaci mechanizmust (ezek a rugalmassági mechanizmusok), amelyek alkalmazásával a Jegyzőkönyvet ratifikáló úgynevezett részes felek a lehető legkisebb ráfordítással teljesíthetik a jegyzőkönyvben tett emisszió-csökkentési vállalásukat.
Az egyik ilyen rugalmassági mechanizmus a tiszta fejlesztési mechanizmus (TFM) vagy Clean Development Mechanism, amely a gyakorlatban olyan projekt megvalósítását jelenti, amelyet valamely, a jegyzőkönyv B. mellékletében szereplő ország valósít meg a B. mellékletben nem szereplő (jellemzően fejlődő) országban.
Az így megvalósuló beruházások a költséghatékony emisszió-csökkentést célozzák meg, ugyanis egységnyi kibocsátás-csökkentést a fejlődő országokban alacsonyabb fajlagos költségek mellett lehet kivitelezni. Amennyiben az ilyen beruházások addicionális kibocsátás-csökkenéssel járnak, a beruházó országok úgynevezett hitelesített kibocsátás-csökkentési egységekre CER-ekre tesznek szert a megelőzött szén-dioxid kibocsátás mennyiségének függvényében.
A CER egység a szén-dioxid kvóták egyik fajtája, amely 1 tonna szén-dioxid ekvivalens üvegházhatású gáz kibocsátására jogosítja fel a tulajdonosát.